# Thugny-Trugny
Thugny-Trugny ist eine französische Gemeinde mit 248 Einwohnern (Stand: 1. Januar 2022) im Département Ardennes in der Region Grand Est (bis 2015 Champagne-Ardenne). Sie gehört zum Kanton Rethel im Arrondissement Rethel. 
Nachbargemeinden sind Rethel im Nordwesten, Doux im Norden, Coucy im Nordosten, Seuil im Osten und im Südosten, Annelles im Süden, Perthes im Südwesten und Biermes im Westen.

## Geschichte
Die Gemeinde entstand 1828 durch die Fusion der zuvor selbstständigen Gemeinden Thugny und Trugny.

## Bevölkerungsentwicklung
| Jahr      | 1962 | 1968 | 1975 | 1982 | 1990 | 1999 | 2006 | 2018 |
| --------- | ---- | ---- | ---- | ---- | ---- | ---- | ---- | ---- |
| Einwohner | 250  | 259  | 237  | 220  | 227  | 243  | 218  | 272  |

## Sehenswürdigkeiten
Das Schloss von Thugny-Trugny wurde als Fort im 16. Jahrhundert erbaut. Heute befindet sich der Bau in privatem Besitz und ist seit 1946 als Monument historique ausgewiesen. Die Kirche Saint-Loup ist auf das Jahr 1555 datiert und seit 1920 Monument historique.

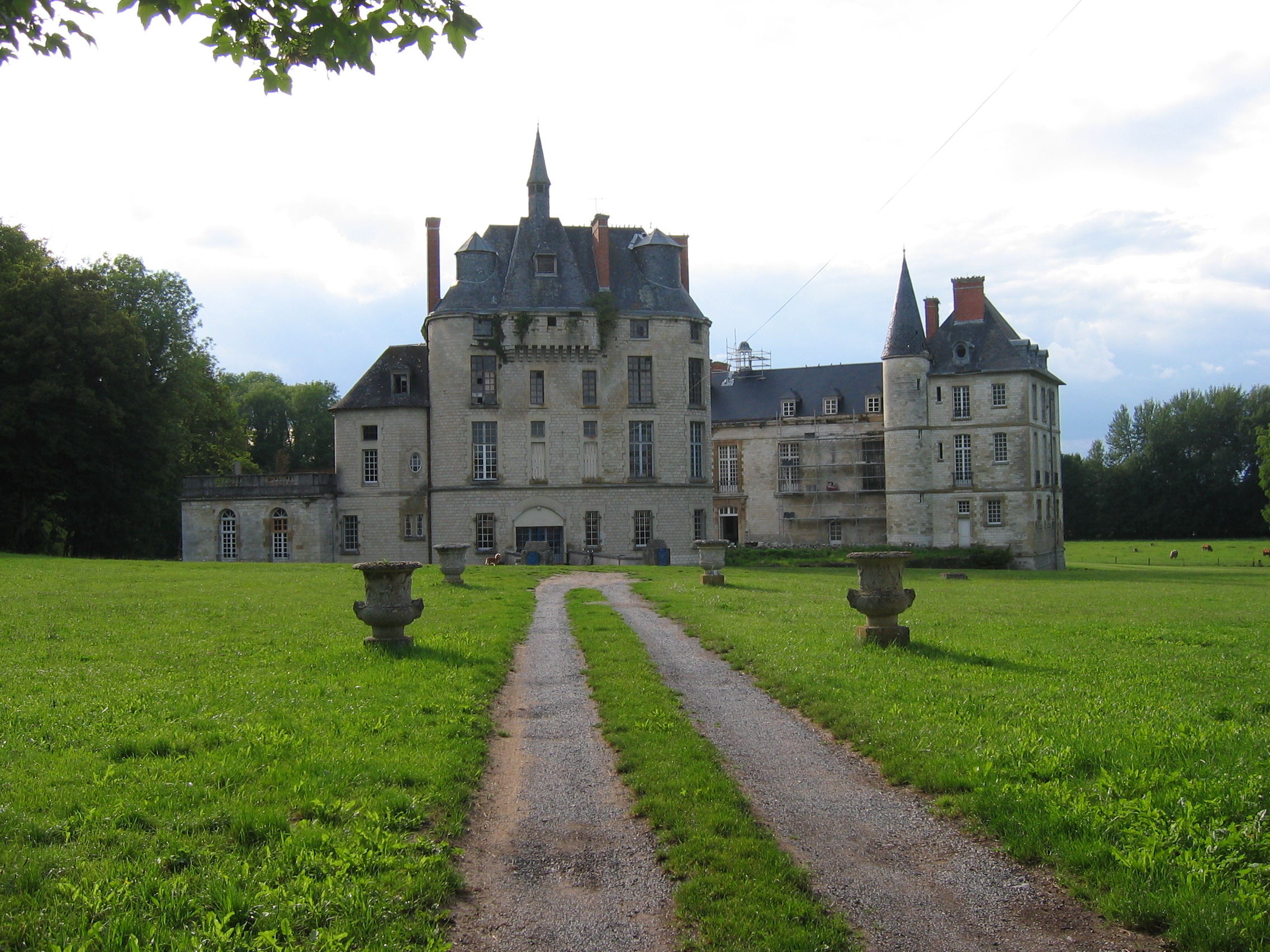
Schloss von Thugny-Trugny
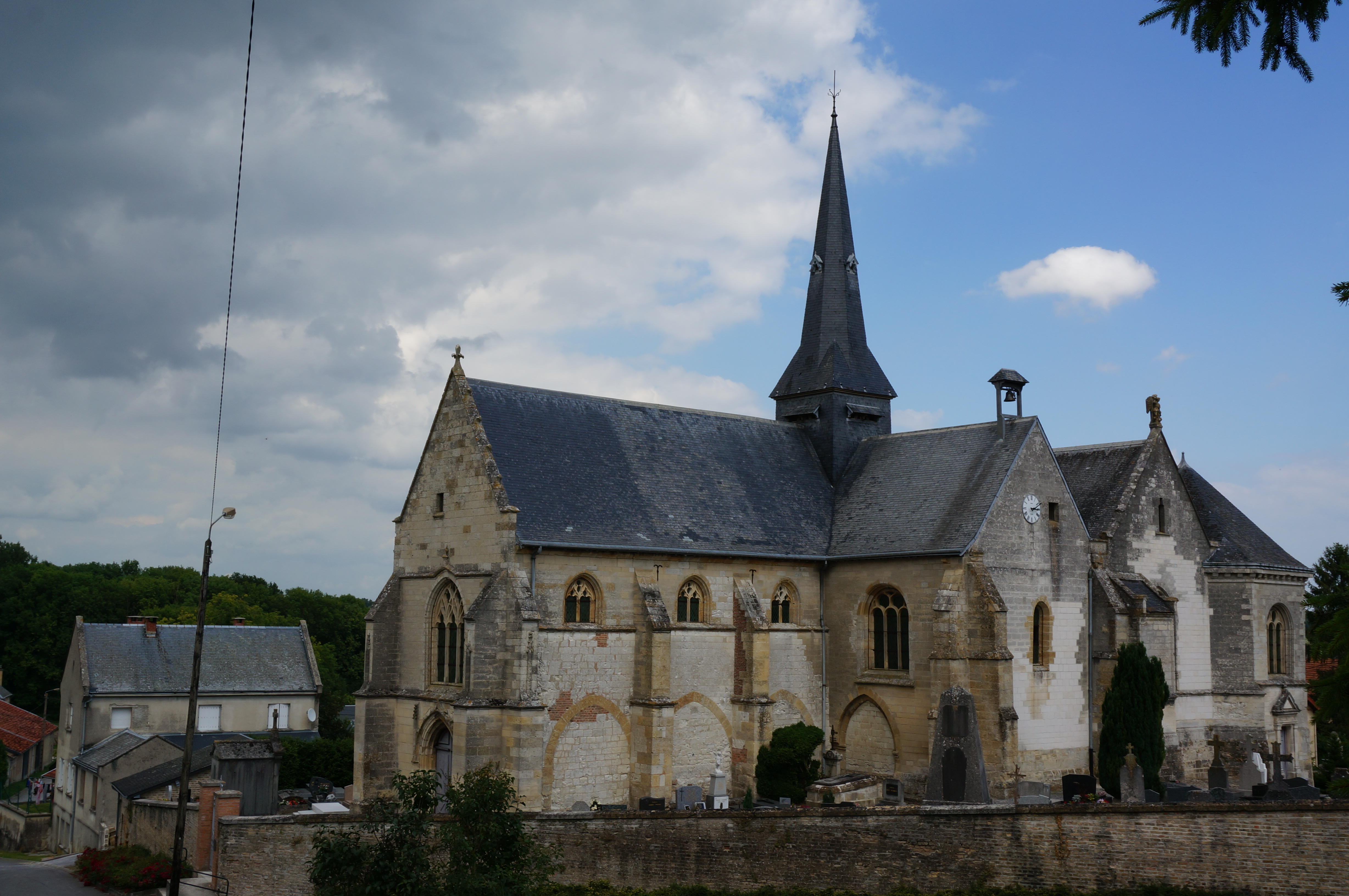
Kirche Saint-Loup
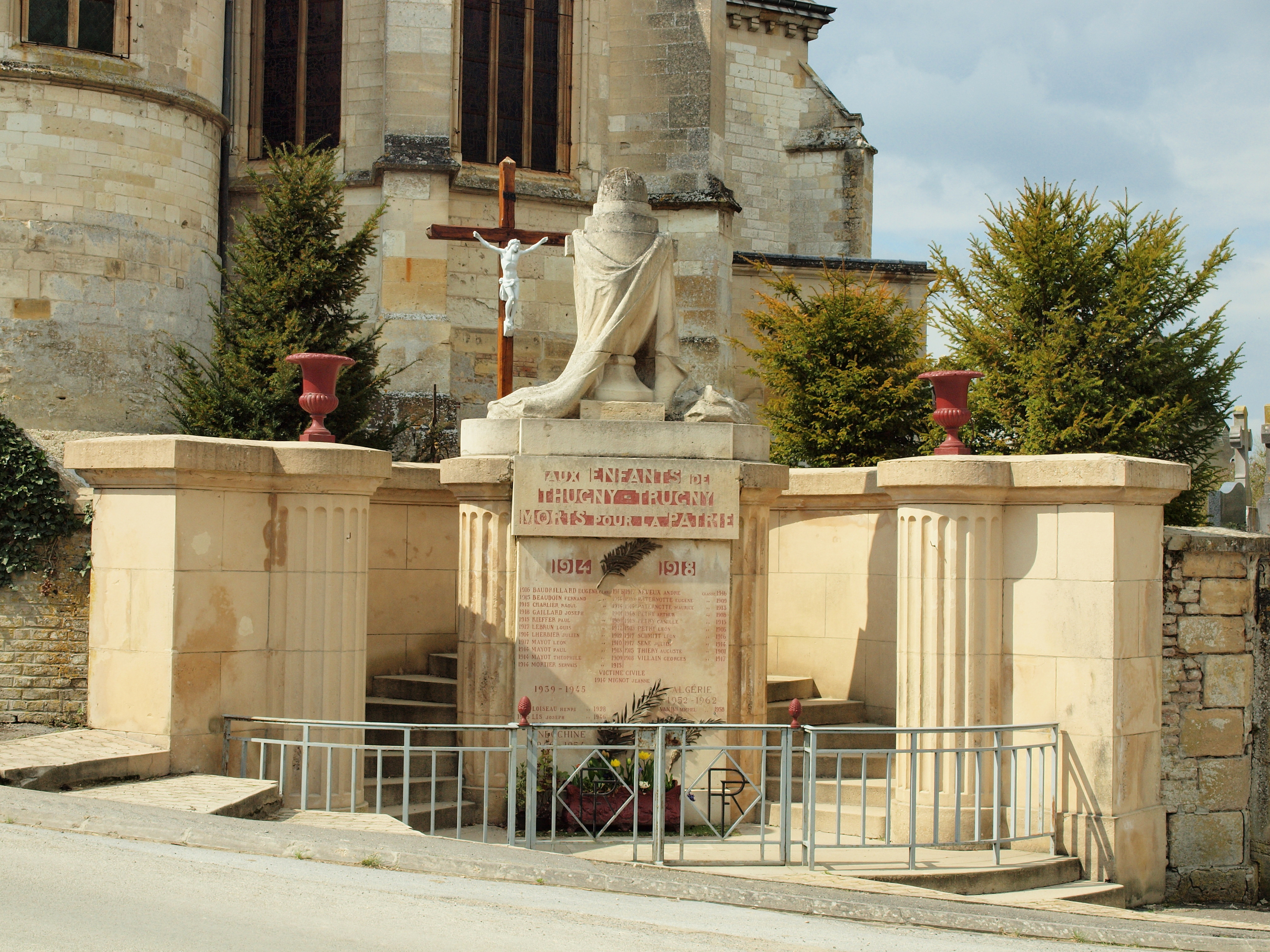
Kriegerdenkmal